# Lophuromys dieterleni
Lophuromys dieterleni (Verheyen, Hulselmans, Colyn & Hutterer, 1997) è un Roditore della famiglia dei Muridi, endemico del Camerun.

## Descrizione

### Dimensioni
Roditore di piccole dimensioni, con la lunghezza della testa e del corpo tra 116 e 128 mm, la lunghezza della coda tra 74 e 77 mm, la lunghezza del piede tra 20 e 24 mm, la lunghezza delle orecchie tra 17 e 18 mm e un peso fino a 63 g.

### Aspetto
La pelliccia è soffice e lunga. Le parti dorsali sono marroni scure, mentre quelle ventrali sono brunastre. Le zampe sono marroni chiare. La coda è più corta della testa e del corpo, marrone scuro sopra e più chiara sotto.

## Biologia

### Comportamento
È una specie terricola.

## Distribuzione e habitat
Questa specie è conosciuta soltanto sulle rive del lago nel cratere del Monte Oku, nel Camerun occidentale.
Vive nelle foreste montane.

## Conservazione
La IUCN Red List, considerato l'areale limitato e il continuo declino nell'estensione e nella qualità del proprio habitat, classifica L.dieterleni come specie in pericolo (EN).